# Hypericum tetrastichum
Hypericum tetrastichum är en johannesörtsväxtart som beskrevs av José Cuatrecasas. Hypericum tetrastichum ingår i släktet johannesörter, och familjen johannesörtsväxter. Inga underarter finns listade i Catalogue of Life.